# マイ・エヴァ・チェンジング・ムーズ
「マイ・エヴァ・チェンジング・ムーズ」（My Ever Changing Moods）は、スタイル・カウンシルが1984年に発表した楽曲。

## 概要
作詞作曲はポール・ウェラー。1984年2月11日、シングルA面として発売された。B面はミック・タルボットが書いたインストゥルメンタルの「ミックス・カンパニー」。また、12インチ・シングルでも発売された。12インチのシングルにはロング・バージョンが収められ、B面にはウェラーが「Jake Fluckery」名義で書いた「スプリング、サマー、オータム」が付け加えられた。「ミックス・カンパニー」も「スプリング、サマー、オータム」もオリジナル・アルバムには収録されず、1998年に発売されたボックスセット『コンプリート・アドヴェンチャーズ・オブ・ザ・スタイル・カウンシル (The Complete Adventures of The Style Council)』に収録された。
1984年3月16日にファースト・アルバム『カフェ・ブリュ』が発売されるが、アルバムにはタルボットのピアノとウェラーの歌のみのバージョンが収録された。
全英シングルチャートで5位、Billboard Hot 100では最高位29位を記録、チャート圏内には14週入った。
1986年発売のライブ・アルバム『ホーム・アンド・アブロード (Home and Abroad)』にライブ・バージョンが収められている。
ウェラーとタルボットがロードバイクを駆るミュージックビデオは、サフォーク州のケントウェル・ホールで撮影された。監督はティム・ポープ。

## チャート
| チャート（1984年）               | 最高位 |
| -------------------------------- | ------ |
| イギリス（全英シングルチャート） | 5      |
| アメリカ（Billboard Hot 100）    | 29     |